# 小金龟次郎
小金龟次郎，日本人，清末在中国担任教师与翻译。

## 生平
1874年（明治七年），出生于京都市下京区祇园町。
1900年（明治三十三年），毕业于东京专门学校文学科（1902年，该校改名为早稻田大学）。毕业后任教于兵库县立龙野中学校（该校现为兵库县立龙野高等学校）。之后加入北京东文学社，担任日语教师，同时学习中文。1904年起任教于山西大学堂中斋，讲授日语。同时也在山西高等农林学堂兼职讲授日语。返回日本后担任《日本时报》（ジヤパンタイムス）记者。